# ماريا جيبسن
ماريا جيبسن (بالألمانية: Maria Jepsen)‏ (و. 1945  م) هي قسيسة، وثيولوجية ألمانية، ولدت في باد زغهبرغ.

## مناصب
تولت منصب أسقف (4 أبريل 1992–16 يوليو 2010).

## روابط خارجية
- ماريا جيبسن على موقع مونزينجر (الألمانية)